# 贝茨法
贝茨法（英語：Bates method）是一种据称能改善视力，但实际上没有效果，甚至会危害身体健康的替代疗法。提出该理论的眼科医生威廉·贝茨（1860–1931）几乎将所有视力问题归咎于眼睛习惯性“劳损”，认为缓解这类“劳损”能治愈视力问题。
贝茨法主张眼球为了保持焦点会不断改变形状的生理学观点，但该理论一直遭到观察结果反驳。1952年，验光教授埃尔文·玛格表示“几乎所有视觉科学家都认为（贝茨）他的大多数主张及理论都是错的”。
不管进行何种训练，眼睛的光學倍率都不会发生改变。而且，贝茨法的某些方面会将信奉该理论的人置于危险境地，包括不顾眼睛损害过度直视阳光、开车时不戴矫正镜、忽视传统的眼部护理，这些都有可能会引发严重的病情。

## 早期历史
1891年，贝茨在《纽约医学期刊》（New York Medical Journal）发表文章，声称成功扭转了七个近视病例。1911年，贝茨发表文章，表示成功教近视学童正确远距离对焦。他建议学校在每间教师张贴斯内伦图，鼓励学生每天阅读。
1917年，贝茨与“‘生理文化’狂热分子”伯纳·麦克法登合力推出《眼睛训练新课程》（"New Course of Eye Training"），在《生理文化》（Physical Culture）杂志推广。之后的广告抹掉了贝茨的名字，但麦克法登继续推销这门函授课程，还将课程名改为“强化眼睛”（"Strengthening the Eyes"）。课程遭到美国医学会调查局批评，认为这是庸医所为，极具危险性。1919年7月，贝茨出版“致力于不戴眼镜预防治疗视力低下月刊”的《视力改善杂志》（Better Eyesight），同样被指是“精神病人的手笔”。
1920年，贝茨自行出版著作《不戴眼镜治疗视力低下》（The Cure of Imperfect Sight by Treatment Without Glasses，又称《完美视力无须眼镜》（Perfect Sight Without Glasses））。1926年，贝茨助理艾米丽·利尔曼（Emily Lierman）发表的多篇文章在著作《诊所记事》（Stories From the Clinic）中在读出版，其中部分故事声称贝茨方法成功治愈了青光眼、白内障和屈光不正。1929年，联邦贸易委员会投诉贝茨发布“虚假或带有误导性”的广告。

## 主要概念

### 调节
调节是指眼睛通过增加光学倍率维持视网膜焦点的同时，将视线移向更近地方的过程。按照医学界长期以来的共识，眼睛调节伴随眼睛内部睫状肌的运动进行，这个运动可以调整晶状体的曲度。该解释源于对阿托品作用的观察，将这种药品用在睫状肌上面，可以临时阻止眼睛调节，而且当眼睛焦点转移到更近的地方时，晶体状反射图像会变小，证明晶状体的形状会发生改变。贝茨反对这项解释，他在1920年的著作中展示了几张照片，说能证明眼睛焦点改变的时候，图像大小保持不变，从而证明晶状体不是影响调节的因素。然而，验光师菲利普·波拉克（Philip Pollack）在1956年的著作形容这些照片“太模糊，不可能说明（焦点移近的）图像是不是比其他（焦点正常的）图像要大”，但相反地，后期的摄影作品可以清晰显示反射图像的大小比原本图像有所改变，而这个现象早在19世纪末期就已经被发现。
贝茨坚持从不同角度解释眼睛调节的原理，但他的观点在那个时候普遍不被医学界看好。贝茨声称眼球“周围”的肌肉会控制眼睛焦点。按他的说法，这些肌肉除了人尽皆知的转动眼球功能，还可以塑造眼球的形状，在焦点位于较近位置时将眼球拉长，较远位置时将眼球缩短。科普作家约翰·格兰特认为鱼等动物会拉长眼球来进行眼睛调节，“只是人类不属于那些动物而已”。
实验室测试表明，人的眼球过于僵硬，不可能自发改变形状，改变到那种可以实现贝茨眼部调节理论的角度。实际上，调节过程中睫状肌活动引起的眼球轴向长度变化极小（18.6–19.2微米），所造成的屈光度变化仅为−0.036，无法证明这种变化必然会在聚焦过程中出现。

### 视力问题成因
医疗专业人士认为眼屈光不正是眼睛形状及其他基础解剖学现象共同作用的结果，未有证据证明锻炼可以改善问题。然而，贝茨认为屈光不正是眼周围肌肉紧张导致的，按照他对眼睛调节的解释，这些肌肉阻止眼球在视线移近移远时充分改变形状。他指出，这种所谓的肌肉紧张是看的东西导致“精神紧张”所引起的，放松下来就可以立马改善视力。他还认为“情绪受到极大影响”所导致的供血不足，不仅会造成眼屈光不正，也会引发复视、斜视、弱視，更甚者会引发白内障和青光眼。他按照上述推断制定疗法。
贝茨认为矫正镜形同“眼睛的拐杖”，阻碍了视力问题的治疗。在他看来，眼睛为了适应眼前的矫正，会增加“压力”。因此，他建议信奉他方法的人摘掉眼镜。

## 治疗手段
贝茨在著作中提出多种据称可以帮助病人改善视力的方法，基本原理就是缓解他口中会引发视力问题的“压力”。

### 手掌法

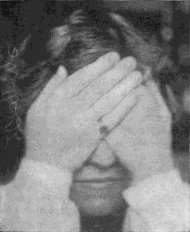
手掌法示意图，摘自《完美视力无须眼镜》

贝茨建议闭目养神几分钟，让眼睛舒缓下来。他声称大多数情况下，用手掌盖住闭合的眼睛，能够加深放松过程，不会给眼球造成压力。就算盖住释放不了压力，眼睛也会看到“一片漆黑的田野，无法记住、想象或看到任何更加黑的东西”，因为手掌阻挡了光线。不过，他表示部分使用手掌法的病人会看到“灯光和颜色的错觉”，有时候会像“万花筒一样”，这是因为病人的“压力”无处不在，只要真正放松下来就会完全消失。实际上，几乎可以肯定地说，这种现象是暗光导致的，即便处在洞穴这样的幽暗环境中，视觉系统每个层级的神经元也会产生随机的背景活动，而大脑会将这种活动解释成各种光线及色彩。
另外，手掌法使用不当反而会对眼睛造成压力，增加患上青光眼的风险。

### 视觉想象法
贝茨非常重视心像的作用，认为这是将想象清晰化、塑造真实视力的关键。他主张用黑色的视觉记忆衡量一个人是否放松：脑海越是黑暗，想象中的黑色区域越小，人就越放松。他建议患者想象视力表最上面的字母，之后再逐渐想象后面的小字母，最后想到句号或者逗号。但他告诫大家不要“专注”这些图像，因为“只想着一件事”也是一种压力。
贝茨虽然倾向于让患者想象黑色的东西，但也认为其他颜色的东西也很容易想象，因此记住这些东西的作用最好，毕竟“记忆从来都不是完美的，除非很简单”。怀疑他的人认为，用这种手段改善视力本身就是天方夜谭，因为视力表字母这种东西大家都认识，就算不清晰也可以认出来。

### 运动法
贝茨认为眼睛运动可以影响视力。他建议“快速移动视距”，或是前后移动眼睛，让眼睛误以为物体往反方向“摆动”，摆动范围越小，视力改善越大。他认为该法可以结合视觉想象法使用，提倡患者闭上眼睛的同时想象物体移动。他表示，许多病人在实际及心理层面快速挪动与物体的视距，最终可以缩小到“构思、摆动报纸上一个句号大小字母”的程度。或许贝茨的“快速移动视距”及“摆动”概念太过复杂，伯纳·麦克法登建议直接上下及两边移动眼睛，在近处和远处之间来回移动视线。

### 日晒法

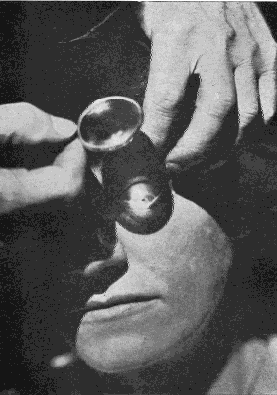
用来将日光聚焦在人眼上面的日晒镜，摘自《完美视力无须眼镜》

贝茨提倡直视太阳，认为直视带来的不良反应“只是暂时的”，但众所周知直视太阳会损伤眼睛。
后来，贝茨在杂志中建议只用眼白直视太阳几秒钟，之后再闭上眼睛，让阳光在眼睑照射一段时间。在贝茨死后出版的著作未有提到睁眼看太阳会带来哪些所谓的好处。就算闭着眼睛，直射阳光也会对眼睑造成皮肤癌之类的伤害。

## 后续发展
贝茨1931年去世后，遗孀艾蜜丽与同事继续研究他的疗法。1932年，盖洛德·豪瑟出版著作，为贝茨法背书，同时增加新的锻炼方法，并推广自己的饮食产品。后来出现的支持者大多不支持贝茨对眼睛聚焦机制的解释，但坚持认为缓解习惯性“压力”是改善视力的关键。

### 玛格丽特·达斯特·科贝特
玛格丽特·达斯特·科贝特最初为了寻求解决丈夫视力问题的良法，而去认识贝茨。之后她成了贝茨的信徒，开始在洛杉矶的眼科教育学院教授他的方法。她坚信“视觉神经是大脑的一部分，视觉是百分之九十的心理作用加百分之十的生理作用”。

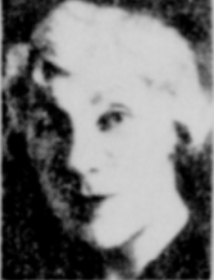
玛格丽特·达斯特·科贝特

1940年年末，科贝特和助理被控无照治疗眼科疾病，违反《加利福尼亚州医疗实践法》（Medical Practice Act of California）。在庭上，许多学生代表科贝特作证，详细说她让他们摘掉了眼镜。一名目击者自称白内障患者，几近失明，因为和科贝特一起共事，视力大幅度改善，有史以来第一次不戴眼镜连续读八个小时的书。科贝特在庭上解释，她没有接受过视光学或眼科学训练，不是医生，而是“眼部训练导师”。她表示，自己推崇的治疗方案是“通过引导眼球活动来改善视觉”：“我们希望这种运动能够缓解眼球的凝视效果，让眼球的视距不再固定于一处。我们利用光线舒缓眼睛，让眼睛适应阳光。”
这场审判及随之而来的“无罪”判决吸引外界广泛关注。该案促使加利福尼亚州议会提出法案，将类似的无验光或医疗执照下视觉培训课程列为非法行为。后来受媒体舆论攻势影响，法案不了了之。

### 奥尔德斯·赫胥黎

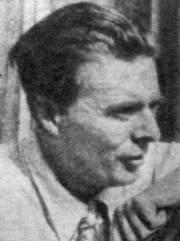
奥尔德斯·赫胥黎

英国作家奥尔德斯·赫胥黎应该是贝茨法的知名支持者。赫胥黎16岁时患上角膜炎，随后一年半近乎失明，只有一只眼能感知光线，另一只眼未矫正的斯涅伦小数仅为10/200。这主要是由双眼角膜不透明导致的，在远视和散光的作用下，角膜的这种情况会进一步加重。赫胥黎只有戴上厚厚的眼镜，或者用阿托品散瞳，让眼睛看到角膜中央不透明区域的时候，才能读书。
1939年，45岁的赫胥黎的眼睛情况进一步恶化。他了解到贝茨法，去找玛格丽特·科贝特协助，科贝特给她传授常规课程。三年后，赫胥黎写下《看的艺术》，他在书中写道：“只消几个月的时间，我读书就可以不戴眼镜，而且还感受不到压力和疲劳，情况变好了......现在我的视力虽然远远算不上正常，但已经比我以前戴眼镜的时候好上两倍了。”他也提到了训练的过程：“如果不花点功夫，视力是不可能恢复的，对于那些已经学会将思绪和视力置于动态放松的被动警觉状态中的人来说，道理就是这样。”
赫胥黎的案例受到广泛宣传及审视。其中眼科医生沃尔特·B·兰开斯特（Walter B. Lancaster）在1944年认为赫胥黎是通过训练“大脑的视觉部分”来“提升自身的优势”，并不是真的改善了视网膜的图像质量。
1952年，《看的艺术》出版10年后，赫胥黎在好莱坞的晚餐会上讲话。当时在场的贝内特·瑟夫表示赫胥黎没有戴眼镜，在讲台上读自己写的论文就出现了问题：
他突然颤抖了一下，做了明显令人感到震惊的真实举动。他完全没在读自己的演讲稿，全凭记忆说话。为了理清思绪，他把讲稿凑到眼前。即便是一英寸左右的距离，他还是读不出来，必须要从口袋掏出一个放大镜，才能看清讲稿上的字。真是个令人痛苦的时刻。
对此赫胥黎表示：“我一般在光线差的地方使用放大镜，从未说过我在这样的情况下也可以读书，除非光线真的很好。”这也恰恰证明赫胥黎的视力根本没有恢复到正常水平，事实上他也从未说过自己恢复正常视力。

### 现代发展
后来提供个人指导的从业者继续推广“自然视觉矫正”方案，其中许多人没有医疗或验光证书。他们推崇的疗法大多出自贝茨法，虽然部分方法融入了视觉疗法。另外，许多旨在自然改善视力的自助书籍及项目未经过随机对照试验。提供这种疗法的人会说他们没有那么多钱去做正式的试验。
受到大力宣传的视力清晰法所用的“手掌法”及“阳光疗法”均出自贝茨法，但创造者表示该法完全是自行研制，完全没有借鉴贝茨的方法。该疗法因存在虚假宣传，于2006年11月被法庭颁令暂停销售。
1992年，“贝茨法教师”比得·曼斯菲尔德（Peter Mansfield）在著作《贝茨法：自然改善视力完全指南》（The Bates Method, A Complete Guide to Improving Eyesight—Naturally）批评眼保健专家开出使用矫正镜的处方。该书引用12个“真实案例”，但没有提到任何关于眼屈光不正的信息。
捷克人约翰·斯拉维切克（John Slavicek）发明了一种“眼保健法”，声称三天就能改善视力。他借鉴了古代的眼保健操瑜伽、赛斯视觉材料及贝茨法。尽管有邻居及其他人为他作证，但部分学生认为自己的病例被他夸大了。斯拉维切克自己出版的手册《眼睛瑜伽》（Yoga for the Eyes）被负责评估的眼科医生否决，也因为未经过双盲测试，未引起世界卫生组织及瑞典圣埃里克眼科基金会（St. Erik's Eye Foundation）的兴趣。

## 真相
部分眼部缺陷会随年龄及生命周期增长而改善。眼科医生斯图尔特·杜克-埃德尔认为赫胥黎的角膜炎病情就是这么改善的。有些时候，白内障首次出现会在短时间内大幅度改善视力，一直使用贝茨法的人就把这当成病情改善，忽视了真正原因。
矫正镜摘下的时候，视力可以适应一开始模糊感的减少，有时可以多看清视力表上的两行字母。这种现象叫做模糊适应。部分研究认为这种学会解释模糊图像的能力，也是视力认知能力改善的原因所在。

## 总体研究
2004年，美国眼科协会发表各种“视觉训练”的评审结果，这些训练法包括“眼睛训练法、肌肉放松法、生物反馈法、眼罩法和眼部按摩法”，评审方法“或单独，或综合”。未有证据显示这些方法能客观改善视力，尽管一些研究指出部分近视案例经过斯内伦图测量，出现了正面和负面的效果，某些情况下后续锻炼能持续改善视力。然而，这些结果实际上不算是近视逆转，应该是“对模拟图像的认知改善、情绪或动机产生变化、使用人工隐形眼镜改变泪膜、瞳孔过度收缩成针孔”导致的。
2005年，新西兰基督城医院眼科公布43个眼睛锻炼法的评审结果，认为“目前主流媒体未有明确的科学证据支持使用眼睛锻炼”改善视力，所以这些锻炼方法“仍存在争议”。

## 批评

### 无成效
经过出现的批评声音认为贝茨法非常模糊，缺乏证明该法真实有效的证据。作家艾伦·M·麦克罗伯特（Alan M. MacRobert）在1979年的一篇文章中认为“没有结果”就是“反对贝茨体系及其他替代疗法的最佳证据”。对于贝茨法，他认为“如果手掌法、焦点改变摆动法真的可以治愈弱视，眼镜就应该像马车一样被淘汰了。”
哲学家弗兰克·J·莱维特（Frank J. Leavitt）认为贝茨法强调放松和视觉化，很难从科学层面进行测试。他提出了一个问题：“我们怎样才能知道一个人完全放松下来，去想象一些东西，还是说这些东西完全就是他的想象？”至于安慰剂试验，莱维特表示：“我无法想象怎样才能让一个人去一个地方，想象我们认为他没有在想的东西。”

### 矫正镜片与安全
按贝茨的建议摘掉矫正镜，或像贝茨法追随者提倡的那样，佩戴比规定矫正度还要弱的眼镜，在某些情况下会造成潜在的安全隐患，尤其是在驾驶机动车的时候。詹姆斯·兰迪表示自己的父亲按照相关做法摘下眼镜不久，就出了车祸。但是教授贝茨法的老师经常提醒大家开车的时候佩戴眼镜是法律的要求。

### 逃避常规治疗
贝茨法的追随者可能会忽视各种眼科重疾必须进行的治疗，例如会致盲的青光眼。另外，儿童的视力问题若在早期得到专业人士的关注，可以成功预防弱视。相关疗法可能会涉及到锻炼，但和贝茨法的锻炼不同。相信贝茨法的父母推延接受传统治疗的时机，到了情况加重的时候为时已晚。有弱视倾向的儿童在后期可能需要佩戴正确的矫正镜。

## 延伸阅读
- Grosvenor, TP. . Primary Care Optometry 5th (Elsevier Health Sciences). 2007: 370  [2021-07-10]. ISBN 978-0750675758. （原始内容存档于2021-08-14）. There has never been any clinical or scientific evidence that these procedures are of any help in controlling myopia.